# Allochernes brevipilosus
Allochernes brevipilosus är en spindeldjursart som beskrevs av Beier 1967. Allochernes brevipilosus ingår i släktet Allochernes och familjen blindklokrypare. Inga underarter finns listade i Catalogue of Life.